# Де Варона, Донна
Донна де Варона (англ. Donna de Varona; род. 26 апреля 1947, Сан-Диего, Калифорния) — американская спортсменка, спортивная журналистка и функционер. За свою спортивную карьеру де Варона установила 18 мировых рекордов в плавании, дважды становилась олимпийской чемпионкой и 18 раз выигрывала чемпионаты США. По окончании активной спортивной карьеры работала ведущей, сценаристом и продюсером спортивных программ, удостоившись премий «Эмми» и «Грейси». Де Варона была одним из инициаторов создания и первым президентом Фонда женского спорта, членом Президентского совета по физкультуре и спорту, консультантом Сената США , активно способствовала принятию Конгрессом США в 1972 году Раздела IX в поправках к трудовому законодательству США, гарантирующего равноправие полов при трудоустройстве в сфере образования, а в 1978 году — Закона о любительском спорте. Донна де Варона — член Зала славы мирового плавания (с 1969 года) и Национального зала славы женщин (с 2003 года), лауреат Олимпийского ордена (2000).

## Биография
В возрасте 13 лет Донна де Варона приняла участие в Олимпийских играх 1960 года в Риме, став их самой молодой участницей; единственным видом, в котором она выступала, была эстафета 4×100 м вольным стилем, где Донна приняла участие в отборочном заплыве. В следующие четыре года она побила 8 мировых рекордов для 50-метровых бассейнов (в плавании на спине, баттерфляем и вольным стилем) и 10 рекордов США на короткой воде (некоторые из них по много раз); мировые рекорды в 25-метровых бассейнах не фиксировались с 1957 года, но результаты де Вароны на короткой воде были на тот момент также лучшими в мире. Её портреты в эти годы появлялись на обложках журналов Life, Time и Sports Illustrated, а в целом её фотографии публиковались чаще, чем у любой другой спортсменки. На внутренней арене де Варона завоевала 37 медалей национальных первенств США, в том числе 18 золотых. На Олимпийских играх 1964 года в Токио она завоевала две золотых медали — на дистанции 400 м комплексным плаванием и в эстафете 4×100 м вольным стилем, побив на этой дистанции со сборной США мировой рекорд.
Уже в 1965 году, в 17 лет, де Варона завершила выступления в бассейне и начала карьеру спортивного журналиста, ведя трансляции для ABC с мужского чемпионата США по плаванию. Она стала первой женщиной, которой было поручено вести спортивную программу на кабельном телевидении, и самым молодым спортивным комментатором. С 1968 по 1996 год она вела трансляции ABC с шести летних и трёх зимних Олимпийских игр, а в 1998 году участвовала в трансляциях с Олимпийских игр в Нагано на TNT. Ею также написано пособие по гидроаэробике.
Работу в спортивной журналистике де Варона, в 1968 году окончившая Калифорнийский университет в Лос-Анджелесе по специальности «политология», совмещала с активной общественной деятельностью. Она была в числе лидеров борьбы за равные права для женщин, став одной из основательниц и первым президентом Фонда женского спорта. Её усилия были в числе факторов, обеспечивших принятие в 1972 году Раздела IX в поправках к трудовому законодательству США, гарантирующего равноправие полов при трудоустройстве в сфере образования.
Де Варона была членом пяти составов Президентского совета по физкультуре и спорту, а также Совета по олимпийскому спорту при президенте Форде, консультативной комиссии по женским вопросам при президенте Картере и совета директоров Олимпийского фонда США. В 1999 году она возглавляла организационный комитет женского чемпионата мира по футболу, на то время ставшего самым успешным женским спортивным соревнованием в истории. С 1976 по 1978 год она состояла консультантом Сената, сыграв роль в принятии в 1978 году Закона о любительском спорте, а в 2002—2003 годах входила в комиссию по равным возможностям в спорте при министерстве образования США. В этой комиссии, созданной администрацией президента Дж. У. Буша для рассмотрения потенциальных отрицательных эффектов Раздела IX де Варона вместе с чемпионкой мира по футболу Джули Фауди, настаивавшие на продолжении его действия в полном объёме, оказались в меньшинстве, тогда как большинство её членов настаивали на ограничении действия этого закона. В итоге, однако, президент и министерство образования США приняли решение не вносить изменений в законодательство.

## Признание заслуг
Достижения Донны де Вароны в спорте, журналистике и общественной деятельности отмечены многочисленными наградами.  По итогам 1964 года — своего последнего полного года в плавании — она была названа самой выдающейся женщиной-спортсменкой США, лучшей американской пловчихой и женщиной года в Сан-Франциско, получила награды Национальной академии спорта и журнала Mademoiselle. В 1965 году Зал славы мирового плавания присвоил ей неофициальный титул «королевы плавания», а в 1969 году она вошла в списки спортсменов, увековеченных в этом зале славы. Журнал Sports Illustrated включил её в число ста величайших спортсменок XX века.
За часовую телевизионную передачу ABC «Хранители огня» (англ. Keepers of the Flame), посвящённую Олимпийским играм, де Варона, бывшая автором текста, ведущей и одним из продюсеров, была удостоена номинации на премию «Эмми», а в дальнейшем получила эту премию за сюжет об участнике летней Специальной Олимпиады 1991 года. Кроме того, два года подряд (в 2000 и 2001 годах) она удостаивалась премии «Грейси» за свою передачу «Донна де Варона о спорте» на радио Sporting News. В 2001 году де Варона стала лауреатом премии имени Эла Шонфилда за успехи в спортивной журналистике от Зала славы мирового плавания.
Другие награды Донны де Вароны включают Кифутовскую стипендию, полученную от Йельского университета в 1986 году; золотой медальон Зала славы мирового плавания в 1991 году, вручённый ей как образцу для подражания для новых поколений пловцов (она стала первой женщиной, удостоенной этой награды); Олимпийский орден, лауреатом которого де Варона стала в 2000 году; и премию NCAA имени Теодора Рузвельта. В 2003 году она стала членом Национального зала славы женщин.